# Полиуретан
Полиуретанът е полимер (полиестер), който се произвежда от изоамини и алкохоли.
Полиуретановите покрития и лепила в много случаи се получават от изоцианати, които се смесват с друг компонент – различни съединения с активен атом на водорода, епоксидни смоли или техните производни с амини. Използва се качеството на сместа да експандира многократно с управлявамо забавяне.
Полиуретанът (2,5 % от общото производство на пластмаси в Германия) се използва във вид на мека до много твърда пяна като топлоизолация в строителството, за производството на машинни елементи, като покритие (прави бойните самолети практически невидими за радара), лепило и др.